# Войтюк Олександр Ростиславович
Олекса́ндр Ростисла́вович Войтю́к (нар. 5 січня 1965, Луцьк) — радянський та український футболіст, по завершенні ігрової кар'єри — футбольний тренер.

## Ігрова кар'єра
Народився 5 січня 1965 року в місті Луцьк, де і розпочав виступати у місцевій команді «Торпедо» у Другій лізі СРСР. Перед сезоном 1984 став гравцем першолігового львівського СКА «Карпати», де виступав до 1989 року, поки армійська команді не була розформована, після чого повернувся в луцький клуб, який тоді вже називався «Волинь».
У сезоні 1990 року грав за «Галичину» (Дрогобич) у Другій лізі, після чого перейшов до «Буковини», з якою в останньому чемпіонаті СРСР зайняв 5 місце у Першій лізі. Після розпаду СРСР «Буковина» була включена до новоствореної Вищої ліги України, де Войтюк дебютував 7 березня 1992 року в матчі проти тернопільської «Ниви» (2:1). Всього провів за буковинців у елітному українському дивізіоні 30 матчів.
Під час зимової перерви сезону 1992/93 перейшов до запорізького «Торпедо», де грав до кінця сезону. Після цього ще сезон провів у Вищій лізі, виступаючи за рівненський «Верес», але основним гравцем не став, тому кінець сезону завершував у першоліговій «Скалі» з міста Стрий.
З сезону 1994/95 виступав за друголіговий клуб «Газовик» (Комарно), де грав до кінця 1995 року, після чого відправився закордон, ставши гравцем першолігового російського «Луча» (Владивосток), де провів ще два повноцінних сезони і за результатами другого з них клуб зайняв останнє 22 місце і вилетів у Другу лігу, після чого Войтюк покинув клуб.
1998 року увійшов до тренерського штабу відновленого клубу «Динамо» (Львів), за який також виходив на поле і як гравець. Того року команда стартувала в аматорському чемпіонаті України і в першому ж сезоні стала його переможцем. Сам Войтюк зіграв у 13 матчах, в тому числі і у фінальній грі, де львів'яни перемогли 1:0 команду «Кристал» (Пархомівка). Ця перемога дозволила «Динамо» розпочати новий сезон вже серед професіоналів у Другій лізі, де за наступні два сезони Войтюк провів ще 10 матчів, після чого остаточно завершив ігрову кар'єру.
Всього у Вищій лізі України провів 59 матчів.

## Тренерська кар'єра
Після роботи в «Динамо» (Львів), на початку 2006 року Войтюк увійшов до тренерського штабу львівських «Карпат», а з літа 2008 року працював з молодіжною командою.
2011 року став тренером команди U-17 стрийської «Скали», а у наступному році був переведений на посаду тренера-селекціонера. З липня 2013 року входить до тренерського штабу основної команди «Скали».

## Досягнення
- Чемпіон України серед аматорів: 1998/99